# Oreomava cannfluviatilus
Oreomava cannfluviatilus é uma espécie de gastrópode  da família Charopidae.
É endémica da Austrália.